# Benjamin Lüthi
Benjamin Lüthi (Thun, 30 novembre 1988) è un ex calciatore svizzero, di ruolo difensore.

## Carriera
Cresciuto con il Thun, con questo club ha vinto la 2009-2010 (categoria in cui era retrocesso due anni prima), ottenendo la promozione in massima serie. Al ritorno in Super League segnò la sua prima rete nella massima serie svizzera il 20 aprile 2011 contro il Lucerna e ottenne con il club un quinto posto che gli consentì, nella stagione 2011-2012, di esordire nelle coppe europee. L'occasione fu la gara contro il Vllaznia del 14 luglio 2011 valida per l'andata del secondo turno preliminare di Europa League; nella gara di ritorno segnò la sua prima rete nelle coppe europee, ripetendosi una settimana più tardi contro il Palermo.
Il 9 dicembre 2014 firma un biennale con il Grasshoppers. Proroga il contratto anche per la stagione 2016-2017, ma a gennaio del 2017 dà l'addio al calcio.
In carriera ha totalizzato 24 presenze nelle coppe europee con due reti messe a segno (tutte in Europa League) e 161 presenze nella massima serie svizzera con due reti all'attivo.

## Statistiche

### Presenze e reti nei club
| Stagione            | Squadra             | Campionato          | Campionato | Campionato | Coppe nazionali | Coppe nazionali | Coppe nazionali | Coppe continentali | Coppe continentali | Coppe continentali | Totale | Totale |
| Stagione            | Squadra             | Comp                | Pres       | Reti       | Comp            | Pres            | Reti            | Comp               | Pres               | Reti               | Pres   | Reti   |
| ------------------- | ------------------- | ------------------- | ---------- | ---------- | --------------- | --------------- | --------------- | ------------------ | ------------------ | ------------------ | ------ | ------ |
| 2006-2007           | Thun                | SL                  | 4          | 0          | CS              | 1               | 0               | -                  | -                  | -                  | 5      | 0      |
| 2007-2008           | Thun                | SL                  | 5          | 0          | CS              | 2               | 0               | -                  | -                  | -                  | 7      | 0      |
| 2008-2009           | Thun                | CL                  | 24         | 1          | CS              | 2               | 0               | -                  | -                  | -                  | 26     | 1      |
| 2009-2010           | Thun                | CL                  | 26         | 1          | CS              | 3               | 0               | -                  | -                  | -                  | 29     | 1      |
| 2010-2011           | Thun                | SL                  | 31         | 1          | CS              | 3               | 0               | -                  | -                  | -                  | 34     | 1      |
| 2011-2012           | Thun                | SL                  | 10         | 0          | CS              | 2               | 0               | UEL                | 6                  | 2                  | 18     | 2      |
| 2012-2013           | Thun                | SL                  | 33         | 0          | CS              | 4               | 0               | -                  | -                  | -                  | 37     | 0      |
| 2013-2014           | Thun                | SL                  | 34         | 1          | CS              | 4               | 0               | UEL                | 12                 | 0                  | 50     | 1      |
| Totale Thun         | Totale Thun         | Totale Thun         | 167        | 4          |                 | 21              | 0               |                    | 18                 | 2                  | 206    | 6      |
| dic.2014-2015       | Grasshoppers        | SL                  | 11         | 0          | CS              | 0               | 0               | -                  | -                  | -                  | 11     | 0      |
| 2015-2016           | Grasshoppers        | SL                  | 26         | 0          | CS              | 2               | 0               | -                  | -                  | -                  | 28     | 0      |
| 2016-2017           | Grasshoppers        | SL                  | 7          | 0          | CS              | 1               | 0               | UEL                | 6                  | 0                  | 14     | 0      |
| Totale Grasshoppers | Totale Grasshoppers | Totale Grasshoppers | 44         | 0          |                 | 3               | 0               |                    | 6                  | 0                  | 53     | 0      |
| Totale Carriera     | Totale Carriera     | Totale Carriera     | 211        | 4          |                 | 24              | 0               |                    | 24                 | 2                  | 259    | 6      |

## Palmarès

### Club
- Challenge League: 1

Thun: 2009-2010